# Josiane Boutet
 (septembre 2024).
La mise en forme du texte ne suit pas les recommandations de Wikipédia : il faut le « wikifier ».
Les points d'amélioration suivants sont les cas les plus fréquents :
- Les titres sont pré-formatés par le logiciel. Ils ne sont ni en capitales, ni en gras.
- Le texte ne doit pas être écrit en capitales (les noms de famille non plus), ni en gras, ni en italique, ni en « petit »…
- Le gras n'est utilisé que pour surligner le titre de l'article dans l'introduction, une seule fois.
- L'italique est rarement utilisé : mots en langue étrangère, titres d'œuvres, noms de bateaux, etc.
- Les citations ne sont pas en italique mais en corps de texte normal. Elles sont entourées par des guillemets français : « et ».
- Les listes à puces sont à éviter, des paragraphes rédigés étant largement préférés. Les tableaux sont à réserver à la présentation de données structurées (résultats, etc.).
- Les appels de note de bas de page (petits chiffres en exposant, introduits par l'outil «  Source ») sont à placer entre la fin de phrase et le point final[comme ça].
- Les liens internes (vers d'autres articles de Wikipédia) sont à choisir avec parcimonie. Créez des liens vers des articles approfondissant le sujet. Les termes génériques sans rapport avec le sujet sont à éviter, ainsi que les répétitions de liens vers un même terme.
- Les liens externes sont à placer uniquement dans une section « Liens externes », à la fin de l'article. Ces liens sont à choisir avec parcimonie suivant les règles définies. Si un lien sert de source à l'article, son insertion dans le texte est à faire par les notes de bas de page.
- La présentation des références doit suivre les conventions bibliographiques. Il est recommandé d'utiliser les modèles {{Ouvrage}}, {{Chapitre}}, {{Article}}, {{Lien web}} et/ou {{Bibliographie}}. Le mode d'édition visuel peut mettre en forme automatiquement les références.
- Insérer une infobox (cadre d'informations à droite) n'est pas obligatoire pour parachever la mise en page.

Pour une aide détaillée, merci de consulter Aide:Wikification.
Si vous pensez que ces points ont été résolus, vous pouvez retirer ce bandeau et améliorer la mise en forme d'un autre article.
Pour les articles homonymes, voir Boutet.
Josiane Boutet est une linguiste française. Elle figure parmi les fondateurs de la sociolinguistique en France à la fin des années 1970. Elle est connue notamment pour ses travaux en éducation et sur la part langagière du travail, mais aussi sur l'histoire et l'épistémologie de la sociolinguistique.

## Biographie
Josiane Boutet est née le 16 mars 1947 à Paris. Elle est la fille du syndicaliste ouvrier Georges Boutet, dont elle poursuit l'engagement militant toute sa vie, au Mouvement de Libération des Femmes en 1971 puis au Planning Familial à partir de 1973. Étudiante à la Sorbonne dans les années 1960, elle est une des cadres  de l'UNEF de 1964 à 1968. Elle rejoint la CFDT en 1972, organisation dont elle rejoint les instances dirigeantes en 1975. Elle est également membre du Parti Communiste Français de 1966 à 1968.
Intellectuellement, dans le cadre de ses études elle suit une formation à l'Institut de Phonétique de Paris en 1966-1967. Elle soutient en 1977 une thèse en linguistique sous la direction d'Antoine Culioli, puis un doctorat d'État également sous la direction d'Antoine Culioli. Elle est ensuite Maître Assistante à l'Université Paris VII, puis Professeure à l'IUFM de Paris, institution rattachée à l'Université Paris IV.

## Travaux
Josiane Boutet est l'une des fondatrices de la sociolinguistique en France dans les années 1970. Elle figure notamment parmi les fondateurs de la revue Langage & Société en 1976,, qui reste la principale revue francophone de sociolinguistique et d'analyse du discours, et qu'elle a dirigée de 2005 à 2019. Créatrice avec Pierre Fiala et Jenny Simonin-Grumbach en 1976 de la notion de pratique langagière, en réaction aux approches du langage comme simple reflet du monde social, elle a développé une approche résolument matérialiste du langage en société.
Outre ses nombreux travaux sur l'épistémologie et l'histoire de la discipline en France, elle est principalement connue pour ses travaux sur la part langagière du travail d'une part, et d'autre part pour son travail sur les questions langagières à l'école.
Le travail de Josiane Boutet sur la part langagière du travail est largement pluridisciplinaire, regroupant des chercheurs en sociologie, psychologie, ergonomie, sciences du langage, de gestion, et de l’information et de la communication. Le groupe de travail "Langage & Travail" est fondé en 1987 à l'École Polytechnique par Josiane Boutet, la sociologue Annie Borzeix, le sociolinguiste Bernard Gardin, la chercheuse en communication Michèle Lacoste, et le chercheur en management Jacques Girin.